# Resolució 2445 del Consell de Seguretat de les Nacions Unides
La Resolució 2445 del Consell de Seguretat de les Nacions Unides fou adoptada per unanimitat el 15 de novembre de 2018. Després d'observar la situació al Sudan i a Abyei, el Consell ha acordat ampliar el mandat de la Força Provisional de Seguretat de les Nacions Unides per a Abyei (UNISFA) fins al 15 de maig de 2019, reduint els seus efectius de 4.500 a 4.140 i augmentant la força de policia de 50 a 345 agents.